# Заганский хребет
Зага́нский хребе́т (бур. Заганай дабаан) — горный хребет в Селенгинском среднегорье на юго-западе Забайкалья, расположенный в пределах Бурятии (около 110 км) и частично в Забайкальском крае (20 км) России.

## Описание
Хребет вытянут в направлении восток-северо-восток, в основном в правобережье реки Хилок. В Бурятии водораздел хребта является естественной границей административных районов — Бичурского и Мухоршибирского. В средней части хребет пересекается по одноимённому перевалу региональной автодорогой Р441.
Протяжённость хребта составляет 130 км. Ширина — от 15 до 35 км. Преобладающие высоты — от 1000 до 1100 м, максимальная — 1382 м. Хребет сложен гранитами, гранодиоритами, граносиенитами и кристаллическими сланцами главным образом раннепалеозойского возраста. В рельефе преобладают среднегорья, местами низкогорья с врезанными в них долинами рек. Водоразделы широкие, пологоволнистые. На южном склоне произрастают сосновые боры, на северном преобладает лиственничная тайга.

## Название
Название хребта происходит от реки Заганки, левого притока Мухоршибирки (левый приток Сухары), и её верхней правой составляющей, реки Старый Заган, по долинам которых идёт старая дорога на юг из Мухоршибири через Заганский перевал в долину реки Хилок.

## Топографические карты
- Лист карты M-49-VII. Масштаб: 1 : 200 000. Указать дату выпуска/состояния местности.
- Лист карты M-48-XII. Масштаб: 1 : 200 000. Указать дату выпуска/состояния местности.